# بات حنا
بات حنا (بالإنجليزية: Pat Hanna)‏ هو مغني نيوزيلندي، ولد في 1888 في Whitianga ‏ في نيوزيلندا، وتوفي في 24 أكتوبر 1973 في Ampthill ‏ في المملكة المتحدة.

## وصلات خارجية
- بات حنا على موقع IMDb (الإنجليزية)